# أوتيل ديو دو فرانس
أوتيل ديو دو فرانس (بالفرنسية: Hôtel-Dieu de France) هو أحد المراكز الطبية اللبنانية الرائدة الثلاثة، وأقدم مستشفى فرنسي نشط في بيروت، لبنان. يقع في شارع الفريد النقاش، بيروت.

## التاريخ
يعود أصل فندق Hôtel de Dieu de France إلى عام 1883 عندما وضعت اتفاقية بين الحكومة الفرنسية واليسوعيين كلية الطب (FFM) في بيروت. استمرت في التطور حتى عام 1975 ودمر المبنى جزئيًا خلال الحرب الأهلية وتعرض لأضرار جسيمة وبعد نهاية الحرب استمر في التطوير والتوسع، وفي عام 1984، تم تعيين المستشفى رسميًا في جامعة القديس يوسف المسؤولة عن إدارته المباشرة، وظلت ملكًا للحكومة الفرنسية.
1888: إنشاء كلية الطب في جامعة القديس يوسف، بعد اتفاق تم توقيعه بين الحكومة الفرنسية والآباء اليسوعيون وتفتقر أعضاء هيئة التدريس إلى مستشفى للتدريب.
1911: تحت قيادة RP Lucien Catin sj وبمبادرة من صحيفة "The Times" في فرنسا أطلقت Syndicat de la Presse Parisienne اشتراكًا لبناء المستشفى على أرض اشترتها الحكومة الفرنسية.
1914-1918: اندلعت الحرب العالمية الأولى وجمدت مشاريع البناء.
1922: وضع الجنرال غورو Gouraud حجر الأساس وبدأ البناء في العام التالي، وافتتح الجنرال Weygand مبنى Hôtel-Dieu de France الذي فتح أبوابه واستقبل أول مريض.
1965: وقع اتفاق بين المستشفى وأخوات القديس كورس يفوضهم بمهمة إدارة التمريض
1984: نقلت إدارة المستشفى إلى جامعة القديس يوسف، وبقي ملكًا للدولة الفرنسية.
2001: افتتاح المبنى المركزي الذي يضم منشآت وإدارات جديدة في المستشفى.
2005: افتتاح برج العيادات الخاصة.
2010: تحت قيادة René Chamussy، رئيس جامعة القديس يوسف قرر المستشفى اعتماد نظام حوكمة جديد لمواجهة تحدياته في عالم من الصحة يتغير وينمو بشكل دائم. وتم إنشاء مشروع HDF 2020 مدته عشر سنوات.

## روابط خارجية
- الموقع الرسمي Hôtel-Dieu de France
- الموقع الرسمي Hôtel-Dieu de France (بالفرنسية)